# Indias Orientales

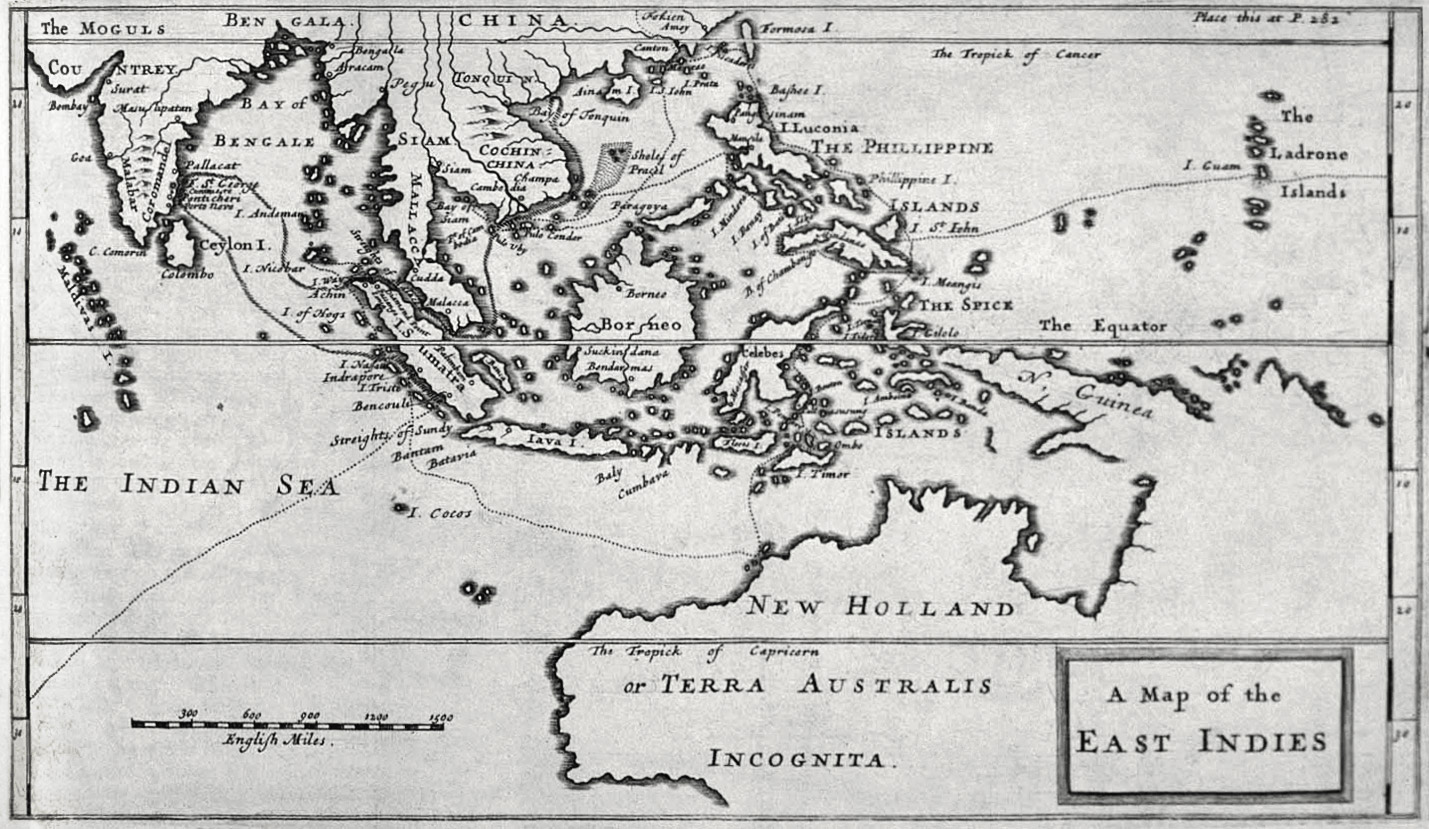
Mapa de las Indias Orientales de 1697

Indias Orientales es el antiguo nombre que se le dio a la región de Asia, en oposición a las Indias Occidentales que eran una referencia al nuevo continente de América. Fue muy usado desde el siglo XVI al XIX y comprendía todo el Sudeste y Sur de Asia, desde Indonesia a la región del Indostán. Sin embargo otras acepciones daban una equivalencia con el Sureste Asiático y otras restringían más aún su uso equiparándolas al archipiélago malayo como un sinónimo de Insulindia.

## Colonias y compañías
El término Indias Orientales está asociado con la colonización europea, para ello se instituyeron múltiples compañías que comenzaron con fines comerciales monopólicos y luego devinieron en la explotación y dominio. Entre las colonias estuvieron:
- Indias Orientales Neerlandesas, gobernada por la Compañía Holandesa de las Indias Orientales.
- Indias Orientales Españolas, posesiones de la Corona de España.
- India Británica y otros territorios gobernados por la Compañía Británica de las Indias Orientales.
- Indochina, posesión del Imperio colonial francés. Anteriormente se colonizó el Sudeste de la India por la Compañía francesa de las Indias Orientales.
- Timor Portugués y muchos otros enclaves de Portugal en las Indias.
- Serampore, colonia danesa en Bengala, administrada por la Compañía danesa de las Indias Orientales.
- La Compañía sueca de las Indias Orientales realizó básicamente actividades comerciales.

- Datos: Q213137